# Un autre homme, une autre chance
Pour plus de détails, voir Fiche technique et Distribution.
Un autre homme, une autre chance est un film franco-américain réalisé par Claude Lelouch et sorti en 1977.

## Synopsis
Les hommes et les femmes ont trois points communs : la naissance, la mort et la possibilité de se rencontrer.

## Fiche technique
- Titre : Un autre homme, une autre chance
- Réalisation : Claude Lelouch
- Photographie : Stanley Cortez, Jacques Lefrançois
- Montage : Georges Klotz, Fabien D. Tordjmann
- Musique : Francis Lai
- Direction artistique : Robert Clatworthy
- Décors : Frank R. McKelvy
- Costumes : Jean Pezet
- Régisseur d'extérieurs : Jack N. Young (Arizona)
- Casting : Jane Feinberg, Mike Fenton
- Producteur : Georges Dancigers, Alexandre Mnouchkine
- Société de production : Les Films 13, Les Films Ariane, Chartoff-Winkler Productions, Les Productions Artistes Associés
- Pays de production :  France |  États-Unis
- Langue : anglais, français, espagnol
- Format : couleur (Eastmancolor) — 35 mm — 1,66:1 — Son : Mono
- Genre : western
- Durée : 132 minutes
- Dates de sortie :
  - France : 28 septembre 1977
  - Allemagne de l'Ouest : 28 octobre 1977
  - États-Unis : 23 novembre 1977 (New York)
- Affiche : Jouineau Bourduge (France)

## Distribution
- James Caan : David Williams
- Geneviève Bujold : Jeanne Leroy
- Francis Huster : Francis Leroy
- Jennifer Warren : Mary
- Susan Tyrrell : Alice
- Rossie Harris : Simon
- Linda Lee Lyons : Sarah
- Jacques Villeret
- Vincent Schiavelli : le voyageur dans le train
- Fred Stuthman : le père de Mary
- Diana Douglas : la mère de Mary
- Michael Berryman
- William S. Bartmann
- Dominic Barto
- Richard Farnsworth : le cocher de la diligence
- George Flaherty
- Bernard Behrens : Springfield
- Christopher Lloyd : Jesse James
- Jacques Higelin : le chanteur de rue

Acteurs non crédités :
- Jack Ging : le prêcheur
- Milton Selzer : Miller
- Simon Eine[1]